# Gavin Price
Gavin Price (29 januari 1974, Perth) is een Schots voormalig profvoetballer. Hij is nu trainer bij Elgin City FC
Hij heeft gespeeld als een aanvaller voor Forfar Athletic, Kinnoull, Brenchin City, ADO Den Haag, St.Johnstone, Stirling Albion en Altrincham.

## Trainer statistiek
| Team       | begin          | Tot   | wedstrijden | wedstrijden | wedstrijden | wedstrijden | wedstrijden |
| Team       | begin          | Tot   | G           | W           | D           | L           | Win %       |
| ---------- | -------------- | ----- | ----------- | ----------- | ----------- | ----------- | ----------- |
| Elgin City | 1 October 2017 | Heden | 169         | 67          | 27          | 75          | 39.64       |

bijgewerkt op 21 december 2021